# Elezioni generali in Cile del 1989
Le elezioni generali in Cile del 1989 si tennero il 14 dicembre per l'elezione del Presidente del Cile e dei membri del Parlamento (Camera dei deputati e Senato). Si trattò delle prime elezioni libere dopo i 16 anni di dittatura di Augusto Pinochet, terminata all'esito del Plebiscito cileno del 1988.

## Risultati

### Elezioni presidenziali
| Candidati                           | Partiti                                                                  | Voti      | %     |
| ----------------------------------- | ------------------------------------------------------------------------ | --------- | ----- |
| Patricio Aylwin                     | Partito Democratico Cristiano del Cile Concertación: PDC - PPD - PR - PH | 3 850 571 | 55,17 |
| Hernán Büchi                        | Unione Democratica Indipendente Democrazia e Progresso: UDI - RN - DR    | 2 052 116 | 29,40 |
| Francisco Javier Errázuriz Talavera | Indipendente Liberal-Socialista Chileno: PL - PSCH + PN - SUR            | 1 077 172 | 15,43 |
| Totale                              | Totale                                                                   | 6 979 859 | 100   |

### Elezioni parlamentari

#### Camera dei deputati
| Liste                                              | Voti      | %     | Seggi |
| -------------------------------------------------- | --------- | ----- | ----- |
| Partito Democratico Cristiano del Cile             | 1 766 347 | 25,99 | 38    |
| Partito per la Democrazia                          | 778 501   | 11,45 | 16    |
| Partito Radicale del Cile                          | 268 103   | 3,94  | 5     |
| Partito Umanista                                   | 52 225    | 0,77  | 1     |
| I Verdi                                            | 14 942    | 0,22  | –     |
| Indipendenti                                       | 619 595   | 9,12  | 9     |
| Totale Concertazione dei Partiti per la Democrazia | 3 499 713 | 51,49 | 69    |
| Rinnovamento Nazionale                             | 1 242 432 | 18,28 | 29    |
| Unione Democratica Indipendente                    | 667 369   | 9,82  | 11    |
| Indipendenti                                       | 413 780   | 6,09  | 8     |
| Totale Democrazia e Progresso                      | 2 323 581 | 34,18 | 48    |
| Partito Ampio di Sinistra Socialista               | 297 897   | 4,38  | 2     |
| Partito Radicale Socialista Democratico            | 1 330     | 0,02  | –     |
| Indipendenti                                       | 61 374    | 0,90  | –     |
| Totale Unità per la Democrazia                     | 360 601   | 5,31  | 2     |
| Partito Liberale                                   | 47 237    | 0,69  | –     |
| Partito Socialista Cileno                          | 10 398    | 0,15  | –     |
| Indipendenti                                       | 148 503   | 2,18  | –     |
| Totale Liberal-Socialista Chileno                  | 206 138   | 3,03  | –     |
| Avanzata Nazionale                                 | 57 574    | 0,85  | –     |
| Democrazia Radicale                                | 28 575    | 0,42  | –     |
| Indipendenti                                       | 91 793    | 1,35  | –     |
| Totale Alleanza di Centro                          | 177 942   | 2,62  | –     |
| Partito Nazionale                                  | 53 819    | 0,79  | –     |
| Partido del Sur                                    | 47 387    | 0,70  | –     |
| Indipendenti                                       | 127 941   | 1,88  | 1     |
| Totale                                             | 6 797 122 | 100   | 120   |

#### Senato
| Liste                                              | Voti      | %     | Seggi |
| -------------------------------------------------- | --------- | ----- | ----- |
| Partito Democratico Cristiano del Cile             | 2 188 329 | 32,18 | 13    |
| Partito per la Democrazia                          | 820 393   | 12,06 | 4     |
| Partito Radicale del Cile                          | 147 364   | 2,17  | 2     |
| Partito Umanista                                   | 35 534    | 0,52  | –     |
| Indipendenti                                       | 523 369   | 7,70  | 3     |
| Totale Concertazione dei Partiti per la Democrazia | 3 714 989 | 54,63 | 22    |
| Rinnovamento Nazionale                             | 731 678   | 10,76 | 5     |
| Unione Democratica Indipendente                    | 347 445   | 5,11  | 2     |
| Indipendenti                                       | 1 290 886 | 18,98 | 9     |
| Totale Democrazia e Progresso                      | 2 370 009 | 34,85 | 16    |
| Partito Ampio di Sinistra Socialista               | 288 397   | 4,24  | –     |
| Totale Unità per la Democrazia                     | 288 397   | 4,24  | –     |
| Partito Liberale                                   | 10 129    | 0,15  | –     |
| Partito Socialista Cileno                          | 4 254     | 0,06  | –     |
| Indipendenti                                       | 199 618   | 2,94  | –     |
| Totale Liberal-Socialista Chileno                  | 214 001   | 3,15  | –     |
| Democrazia Radicale                                | 28 695    | 0,42  | –     |
| Avanzata Nazionale                                 | 697       | 0,01  | –     |
| Indipendenti                                       | 62 015    | 0,91  | –     |
| Totale Alleanza di Centro                          | 91 407    | 1,34  | –     |
| Partido del Sur                                    | 45 584    | 0,67  | –     |
| Partito Nazionale                                  | 43 741    | 0,64  | –     |
| Indipendenti                                       | 32 282    | 0,47  | –     |
| Totale                                             | 6 800 410 | 100   | 38    |

##### Riepilogo per regione
Le elezioni ebbero luogo in tutte le tredici regioni: Tarapacá (I, circoscrizione 1); Antofagasta (II, circoscrizione 2); Atacama (III, circoscrizione 3); Coquimbo (IV, circoscrizione 4); Valparaíso (V, circoscrizioni 5 e 6); Libertador (VI, circoscrizione 9); Maule (VII, circoscrizioni 10 e 11); Biobío (VIII, circoscrizioni 12 e 13); Araucanía (IX, circoscrizioni 14 e 15); Los Lagos (X, circoscrizioni 16 e 17); Aysén (XI, circoscrizione 18); Magellano e Antartide Cilena (XII, circoscrizione 19); Santiago (RM, circoscrizioni 7 e 8).
| Lista  | Tarapacá | Antofagasta | Atacama | Coquimbo | Valparaíso | Libertador | Maule   | Biobío  | Araucanía | Los Lagos | Aysén  | Magellano e Antartide Cilena | Santiago  | Totale    |
| ------ | -------- | ----------- | ------- | -------- | ---------- | ---------- | ------- | ------- | --------- | --------- | ------ | ---------------------------- | --------- | --------- |
| PDC    | 45.258   | 58.852      | 30.933  | 88.360   | 112.626    | 106.182    | 114.334 | 307.198 | 107.328   | 165.252   | –      | 35.220                       | 1.016.786 | 2.188.329 |
| PPD    | –        | –           | 36.295  | –        | 114.335    | –          | 56.826  | 101.587 | 45.452    | 55.321    | 10.856 | –                            | 399.721   | 820.393   |
| PR     | –        | 25.608      | –       | –        | 72.721     | –          | –       | –       | 39.486    | –         | 9.549  | –                            | –         | 147.364   |
| PH     | –        | –           | –       | –        | –          | –          | 35.534  | –       | –         | –         | –      | –                            | –         | 35.534    |
| Ind.   | 30.965   | –           | –       | –        | 59.195     | 105.728    | 48.765  | –       | –         | 40.574    | –      | 17.062                       | 221.080   | 523.369   |
| Totale | 76.223   | 84.460      | 67.228  | 88.360   | 358.877    | 211.910    | 255.459 | 408.785 | 192.266   | 261.147   | 20.405 | 52.282                       | 1.637.587 | 3.714.989 |
| RN     | 7.471    | 29.367      | 24.147  | –        | 68.111     | 62.768     | 131.017 | 148.103 | 46.182    | –         | 9.324  | 5.332                        | 199.856   | 731.678   |
| UDI    | –        | –           | –       | 39.386   | –          | –          | –       | 83.663  | –         | –         | –      | –                            | 224.396   | 347.445   |
| Ind.   | 42.079   | 41.672      | 12.131  | 46.490   | 190.866    | 35.764     | 15.674  | 71.251  | 79.941    | 196.720   | 5.538  | 19.230                       | 533.530   | 1.290.886 |
| Totale | 49.550   | 71.039      | 36.278  | 85.876   | 258.977    | 98.532     | 146.691 | 303.017 | 126.123   | 196.720   | 14.862 | 24.562                       | 957.782   | 2.370.009 |
| PAIS   | –        | 48.591      | –       | 52.039   | 62.883     | –          | –       | 124.884 | –         | –         | –      | –                            | –         | 288.397   |
| PL     | –        | –           | 2.669   | –        | –          | 7.216      | –       | –       | –         | –         | 244    | –                            | –         | 10.129    |
| PSCH   | –        | –           | –       | –        | –          | –          | 4.254   | –       | –         | –         | –      | –                            | –         | 4.254     |
| Ind.   | 6.232    | –           | –       | –        | 55.077     | –          | 22.173  | –       | –         | –         | 234    | –                            | 115.902   | 199.618   |
| Totale | 6.232    | –           | 2.669   | –        | 55.077     | 7.216      | 26.427  | –       | –         | –         | 478    | –                            | 115.902   | 214.001   |
| DR     | –        | –           | –       | 13.495   | –          | 15.200     | –       | –       | –         | –         | –      | –                            | –         | 28.695    |
| AN     | –        | –           | –       | –        | –          | –          | –       | –       | –         | –         | 697    | –                            | –         | 697       |
| Ind.   | –        | –           | –       | –        | –          | 24.952     | –       | 34.964  | –         | –         | –      | 2.099                        | –         | 62.015    |
| Totale | –        | –           | –       | 13.495   | –          | 40.152     | –       | 34.964  | –         | –         | 697    | 2.099                        | –         | 91.407    |
| SUR    | –        | –           | –       | –        | –          | –          | –       | –       | 45.584    | –         | –      | –                            | –         | 45.584    |
| PN     | –        | –           | –       | –        | –          | –          | –       | –       | 20.931    | –         | –      | –                            | 22.810    | 43.741    |
| Ind.   | 29.708   | –           | 2.574   | –        | –          | –          | –       | –       | –         | –         | –      | –                            | –         | 32.282    |
| Totale | 161.713  | 204.090     | 108.749 | 239.770  | 735.814    | 357.810    | 428.577 | 871.650 | 384.904   | 457.867   | 36.442 | 78.943                       | 2.734.081 | 6.800.410 |